# Henry Purcell
Henry Purcell (10. září 1659, Westminster – 21. listopadu 1695, Westminster) byl anglický hudební skladatel období baroka. Historicky je považován za jednoho z největších skladatelů Albionu.[zdroj⁠?!] Purcell zahrnoval do své hudby soudobé italské a francouzské stylistické prvky a pomohl tak ke vzniku zvláštního, arteficielního britského stylu hudby (občas pro svoji umělost kritizovaného), jehož rysy lze nalézt i mnohem později v tvorbě moderních anglických skladatelů, především u jejich nejvýraznějšího neoklasicistního reprezentanta Benjamina Brittena.

## Život
Henry Purcell se narodil v hudebnické rodině jako první ze tří dětí. Jeho mladším bratrem nebo bratrancem byl hudební skladatel Daniel Purcell. Jeho otec byl sbormistrem královské kaple (Chapel Royal). Zemřel, když bylo synovi 5 let. Od té doby se Henryho opatrovníkem stal jeho strýc Thomas Purcell, který byl zpěvákem stejně jako jeho otec. Ten ho uvedl do hudebních základů a umožnil mu od časného dětství studium hudby u prominentních osobností tehdejší doby. Henry se nejen brzy stal sboristou v královské kapli. Po vedením tří učitelů, z nichž nejvíce ho ovlivnil Pelham Humfrey, ale projevoval též velké nadání kompoziční – již v devíti letech složil svou první skladbu, která se však nezachovala. Za první skladatelský počin se proto považuje óda, složená jím ku příležitosti královských narozenin (pravděpodobně v roce 1670 – datum není zcela potvrzeno). Další hudební studium absolvoval na Westminsterské škole v roce 1676. Po Humfreyho předčasné smrti se jeho učitelem stal královský varhaník John Blow. . V roce 1677 se stal   skladatelem královského smyčcového orchestru. V té době již Purcell skládal doprovodnou hudbu k divadelním hrám včetně Shakespearových. Tyto skladby se dochovaly a jsou dodnes provozovány
V roce 1679  získal Purcell vysoké umělecké i společenské postavení, když byl jmenován varhaníkem ve Westminsterské katedrále. Díky tomu se několik dalších let věnoval výhradně kompozici duchovní hudby a přerušil svou spolupráci s divadlem. Skládal především chorály, hymny(anthemy), žalmy a kantáty, některé též pro Královskou kapli, což představovalo v té době velmi prestižní záležitost. Jeho skladby byly velmi obtížně proveditelné, překračující často hlasový rozsah zpěváků. V roce 1682 byl jmenován také varhaníkem v Královské kapli a věnoval se proto i práci na oslavných skladbách k poctě královské rodiny. Těsně před svým jmenováním vstoupil do manželství, z nějž vzešlo šest dětí, z nichž však tři v raném věku zemřely. V roce 1683 se stal i sbormistrem v Královské kapli a dostal na starost královské hudební nástroje ve Westminsterském opatství.
Po roce 1687 Purcell znovu navázal kontakty s divadlem a výsledkem je série šesti oper, jimiž získal za svého života největší popularitu. Do své smrti napsal více než čtyřicet hudeb pro divadlo, pět semioper  a jedinou operu Dido a Aeneas. V pozdějších dobách byl znám především jako skladatel písní, které vycházely tiskem.
Purcell zemřel 21. listopadu 1695. Příčina jeho smrti v mladém věku je nejasná – dodnes se spekuluje o následku těžkého nachlazení, dokonce i o otravě. Jako nejpravděpodobnější se však zdá být tuberkulóza. Skladatel je pohřben ve Westminsterském opatství.
V roce 1836 byl v Londýně založen Purcellův klub, jehož úkolem bylo podporovat provozování autorovy hudby. Jeho činnost trvá dodnes.

## Díla
Henry Purcell zemřel v šestatřiceti letech, přesto byl velmi plodným skladatelem, počet jeho děl se blíží pěti stům. Skládal jak hudbu světskou (opery, doprovodnou hudbu k divadelním hrám, instrumentální skladby, skladby ke slavnostním příležitostem a ódy), tak duchovní (především chorály, kantáty, písně a další sborové skladby). Mezi jeho nejvýznamnější díla patří opera Dido a Aeneas, semiopery Dioclesian, Král Artuš, Královna víl  a Timon Athénský, stejně jako skladby Óda na svatou Cecilii, Come ye Sons of Art (Óda k narozeninám královny Marie), Funeral Sentences and Music for the Funeral of Queen Mary (Hudba k pohřbu královny Marie) a Te Deum and Jubilate Deo in D major.

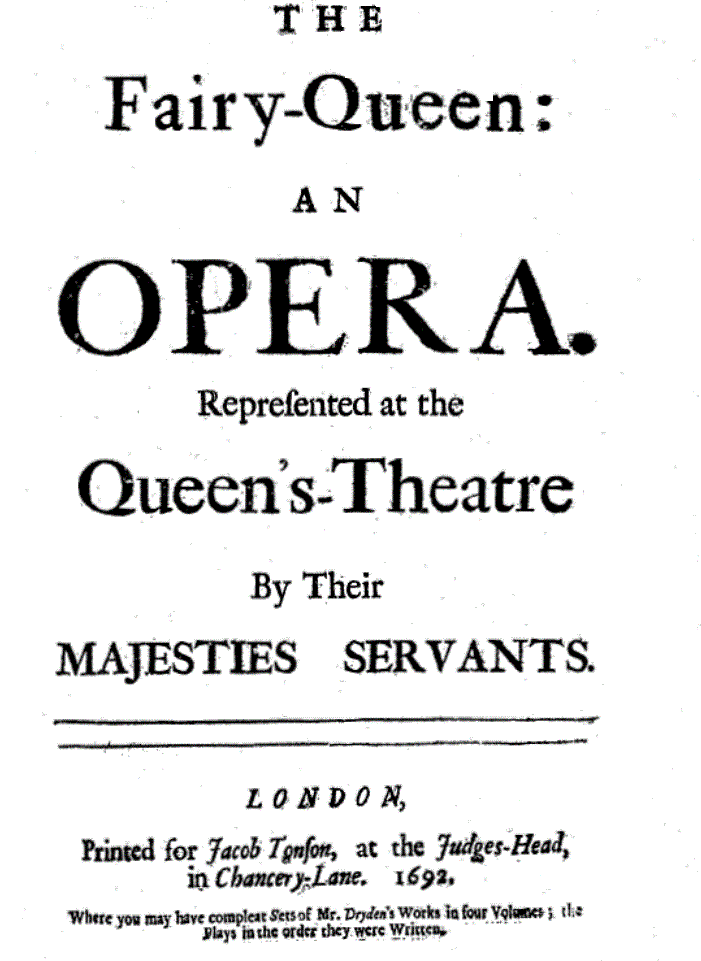
Titulní strana opery Královna víl

### Opery
- „Dido a Aeneas“ (1688);
- „Dioclesian“ (1690);
- „Král Artuš“ (1691);
- „Královna víl“ (1692);
- „The Indian Queen“ (1695);
- „The Tempest“, též pod jménem „The Enchanted Island“ (1695).

### Doprovodná hudba k divadelním hrám
Přes 40 děl, ke kterým patří :
- „Theodosius“, též „The Force of Love“ (1680);
- „The Double Marriage“ (asi 1685);
- „A Fool's Preferment“, též „The Three Dukes of Dunstable“ (1688);
- „The Gordian Knot Unty'd“ (1691);
- "The Wives' Eycusc, též „Cuckolds Make Themselves“ (1691);
- „Oedipus“ (asi 1692);
- „Timon of Athens“ (1694);
- „Bonduca“, též „The British Heroine“ (1695);
- „The Rival Sisters“, též „The Violence of Love“ (1695).

Další světská produkce Henryho Purcella zahrnuje více než 100 sólových písní, 50 písní pro dva nebo více hlasů. Napsal též mnoho ód a vokálních skladeb ke slavnostním příležitostem.

### Instrumentální hudba
Purcell skládal též instrumentální hudbu, především suity, triové sonáty, fantazie a předehry. Skladeb tohoto typu je kolem 80.

### Duchovní hudba - chorály a kantáty
Přes 60 skladeb, z nichž nejznámějšími jsou :
- "I will love thee, O Lord";
- „My beloved spake“ (asi 1678);
- „Who hath believed our report?“ (asi 1680).
- „O God, thou art my God“ (asi 1682);
- „In thee, O Lord, do I put my trust“ (asi 1682);
- „Hear my prayer, O God“ (asi 1683);
- „My heart is inditing“ (1685);
- „Behold, I bring you glad tidings“ (1687);
- „Blessed are they that fear the Lord“ (1688).
- „O sing unto the Lord“ (1688).

### Ostatní duchovní hudba
Přibližně 40 děl, většinou pro sbory, k nimž patří:
- „Ah! few and full of sorrow“ (kolem 1680);
- „O Lord our governor“ (kolem 1680);
- „Miserere mei“ (1687);
- „With sick and famish'd eyes“ (1688);
- „Great God and just“ (1688);
- „Awake, ye dead“ (1693);
- „Lord, what is man?“ (1693)
- „Te Deum and Jubilate Deo in D major“ (1694) .